# Gerhardt Bubník
Gerhardt Bubník (* 23. července 1935) je český krasobruslař, právník a sportovní funkcionář. Jeho bratrem je hokejista Václav Bubník.

## Život
Absolvoval Právnickou fakultu UK a jako první Čechoslovák promoval také na Harvard Law School, kde získal titul LL.M. a cenu za nejlepší práci v oboru mezinárodního práva soukromého. Kromě něj se specializuje i na mezinárodní obchodní arbitráž, mezinárodní transakce a investice, autorské a sportovní právo. Od roku 1963 působí jako advokát, po roce 1990 v advokátní kanceláři Bubník, Myslil & Partners.
V letech 1954–1957 reprezentoval Československo v krasobruslení, od roku 1963 se stal v této disciplíně mezinárodním rozhodčím. Od roku 1988 do roku 1996 byl členem Odvolací komise Mezinárodní bruslařské unie a poté až do roku 2010 členem jejího vedení a právním poradcem. V letech 2000–2012 působil též jako předseda Rozhodčí komise Českého olympijského výboru, která vytvořila judikaturu v antidopingové oblasti. Dlouhá léta organizoval mezinárodní soutěž Pražská brusle, podílel se na organizaci několika mistrovství Evropy i mistrovství světa a zasloužil se o to, že ME 2017 se konalo v Ostravě.
Gerhardt Bubník je čestným členem Mezinárodní bruslařské unie a České společnosti pro sportovní právo a získal řadu ocenění: Stříbrný olympijský řád (2007), cenu Mezinárodního olympijského výboru za boj proti dopingu (2009) nebo český Zlatý odznak za zásluhy o advokacii (2015). Za svůj mimořádný celoživotní přínos českému právu byl v roce 2016 uveden do Právnické síně slávy.
V roce 2017 vydal knihu vzpomínek s názvem Život mezi paragrafy. V ní vzpomíná na své dětství za druhé světové války, na studia na Harvardu, na své zajímavé právní případy, na četné zimní olympiády, historii Mezinárodní bruslařské unie i na zážitky z cest. Kniha je vybavena četnými historickými dokumenty a fotografiemi.